# تيري ديل
تيري ديل (بالإنجليزية: Terry Dill)‏ هو لاعب غولف أمريكي، ولد في 13 مايو 1939 في فورت وورث في الولايات المتحدة.

## وصلات خارجية
- تيري ديل على موقع رابطة لاعبي الغولف المحترفين (الإنجليزية)
- تيري ديل على موقع رابطة أوروبا للاعبي الغولف المحترفين (الإنجليزية)